# Nemorilla aquila
Nemorilla aquila är en tvåvingeart som beskrevs av Hiroshi Shima 1996. Nemorilla aquila ingår i släktet Nemorilla och familjen parasitflugor. Inga underarter finns listade i Catalogue of Life.